# Joel Teitelbaum
Joel Teitelbaum, známý též jako Satmarský rebe (13. ledna 1887, Sighet, dnešní Sighetu Marmației, Rumunsko – 19. srpna 1979, New York, USA) byl maďarský rabín, zakladatel chasidské dynastie Satmar. Byl velkým odpůrcem sionismu i vzniku Izraele.

## Život
Po první světové válce působil ve městě Carei, v roce 1935 byl ustanoven městským rabínem v Satmaru. Když začaly deportace Židů do koncentračních táborů, odmítl komunitu opustit.
V roce 1944 byl sám zatčen a vězněn v koncentračním táboře Bergen-Belsen. Podařilo se mu přežít díky tomu, že se dostal do Kastnerova vlaku (stejně jako rabín Chaim Michael Dov Weissmandl). Po válce tak někteří sionisté rabimu Teitelbaumovi vyčítali, že mu život zachránily právě aktivity sionisty Kastnera.
Po válce žil Teitelbaum krátce v Jeruzalémě, poté odjel do USA. Založil tam první komunitu satmarských chasidů, Jetev Lev, která se v roce 1948 ostře postavila proti založení Izraele. Dále spoluorganizoval zakládání ješiv i dívčích škol nebo charitativní aktivity.
V roce 1968 ho postihl infarkt. Přesto zůstal aktivní, se svými stoupenci zakládal nové město pro satmarské chasidy – Kiryas Joel (Joelovo město). Když v roce 1979 zemřel, byl zde jako vůbec první člověk pochován.
Po jeho smrti však v komunitě vypukly spory o následnictví, protože po sobě nezanechal potomka. Jeho nástupcem se nakonec stal jeho synovec Moše Teitelbaum, syn Joelova bratra. Část chasidů však uznávala jako Joelovu pravou nástupkyni jeho druhou manželku Alte Fajgu.

### Rodina
Jeho otcem byl významný rabín Chananja Jom Tov Lipa Teitelbaum (1836–1904). Joel se oženil v 17 letech, jeho manželkou se stala Chaja Horowic, dcera polského rabína Abrahama Chajima Horowice, který byl z téhož rodu jako slavný chasidský rabín Šmu'el Šmelke Horovic. Měli spolu tři dcery. Jeho žena však v roce 1936 zemřela, postupně pochoval i všechny dcery.
Jeho druhou ženou se stala Alte Fajga (1912–2001), dcera rabína Avigdora Šapira, pravnuka zakladatele chasidské dynastie Sanz. Toto manželství však bylo bezdětné.

## Dílo
- Divrej Jo'el
- Va-jo'el Moše